# Festuca hawaiiensis
Festuca hawaiiensis är en gräsart som beskrevs av Albert Spear Hitchcock. Festuca hawaiiensis ingår i släktet svinglar, och familjen gräs.
Artens utbredningsområde är Hawaii. Inga underarter finns listade i Catalogue of Life.